# Parathyastus
Parathyastus is een kevergeslacht uit de familie van de boktorren (Cerambycidae). De wetenschappelijke naam van het geslacht werd voor het eerst geldig gepubliceerd in 1913 door Aurivillius.

## Soorten
Parathyastus omvat de volgende soorten:
- Parathyastus alboconspersus Aurivillius, 1913
- Parathyastus flavoguttatus Breuning, 1956